# Loxodocus
Loxodocus is een geslacht van insecten uit de orde vliesvleugeligen (Hymenoptera) en de familie Ichneumonidae.

## Soorten
- L. cressoni (Cameron, 1886)
- L. genalis Ugalde & Gauld, 2002
- L. luteator Ugalde & Gauld, 2002
- L. micrommatus Townes, 1978
- L. nigratus Ugalde & Gauld, 2002
- L. nitidus Ugalde & Gauld, 2002
- L. obscurus Townes, 1978
- L. opacus Townes, 1978
- L. oppositus Townes, 1978
- L. orizabensis (Cameron, 1886)
- L. pallidus Ugalde & Gauld, 2002
- L. palloranus (Davis, 1895)
- L. parvus Ugalde & Gauld, 2002
- L. vulgator Ugalde & Gauld, 2002